# Richard de Bures
Richard de Burés fue gran maestre de la Orden del Temple desde 1245 a 1247. Tras la desaparición de su predecesor Armand de Périgord, parece ser que fue elegido de manera temporal a la espera de una elección oficial.

## Biografía
No existe apenas información sobre su vida salvo que era el señor de Chastel Blanc cuando fue elegido gran comendador de la Orden; pero nada se sabe sobre su elección como gran maestre.
En efecto, la muerte de Armand de Périgord había sido conocida desde hacía algún tiempo, por lo que Richard de Burés fue citado como superior de los Templarios; pero sin haber sido elegido oficialmente.
| Predecesor: Armand de Périgord | Gran maestre de la Orden del Temple 1244 - 1247 | Sucesor: Guillaume de Sonnac |